# Panaspis seydeli
Panaspis seydeli är en ödleart som beskrevs av De Witte 1933. Panaspis seydeli ingår i släktet Panaspis och familjen skinkar. Inga underarter finns listade i Catalogue of Life.
Arten förekommer i Kongo-Kinshasa och norra Zambia.